# Union Sportive Orléans Loiret Football
L'Union Sportive Orléans Loiret Football, meglio nota come Orléans, è una società calcistica francese con sede nella città di Orléans. Milita nel Championnat National, la terza divisione del campionato francese.
Fondata nel 1976 tramite la fusione dell'Arago sport orléanais e l'Unione Sportive Orléans ha disputato 16 stagioni della seconda divisione calcistica francese.
I colori sociali sono il giallo e il rosso. Disputa le partite di casa lo stadio de la Source.

## Storia

### US Orléans Arago (1976-1979)
La società nacque nel 1976 dalla fusione dell'Arago Orléans con l'US Orléans, dando vita all'US Orléans Arago. I colori ufficiali del club diventano il rosso e il giallo.
Jean-Baptiste Bordas, già allenatore dell'Arago Orléans, allena la squadra durante la prima stagione, che termina con un 6º posto in Division 3. Nel 1977, Jacky Lemée arriva al club sia come giocatore che come allenatore, vincendo il campionato nel 1977-1978 e andando in Division 2 per la prima volta nella storia. Il primo anno in Division 2, l'USOA arriva al 9º posto del gruppo B.

### US Orléans (1979-1992)
Nel 1979, l'Arago scompare dal nome del club, che diventa US Orléans. Quell'anno è tra i migliori: nella Coupe de France 1979-1980 batte in semifinale il Paris FC e raggiunge la finale persa 3-1 contro il Monaco. Dopo essere andato in vantaggio con Roger Marette ed essere stato raggiunto al 27º minuto da Jean-Luc Ettori, il giocatore dell'USO Patrick Viot sbaglia un rigore. Dopodiché Albert Emon e Onnis mettono fine alla partita.
Nell'estate del 1985 l'ungherese Karoly Kremer prende la direzione del gruppo e lo porta ai quarti di finale della Coupe de France 1988-1989. Rimane al club per una stagione ed è sostituito da Jean-Pierre Destrumelle. Come il suo predecessore, si distingue soprattutto con buone prestazioni nella Coupe de France. Durante l'edizione 1988-1989, l'USO elimina il Paris Saint-Germain negli ottavi di finale (0-4 e 3-3) e approda ai quarti di finale, dove viene eliminato dal Monaco (1-2 e 3-3).
Durante la stagione 1991-1992 il club è afflitto da problemi finanziari, perciò la squadra è posta in liquidazione il 5 marzo e sciolta il 27 dello stesso mese. Il team si trova escluso dalla Division 2 e perde il suo status professionale.

### US Orléans 45 (1992-2011)

#### Ildoubledilettantistico
Dalla stagione 1992-1993, il club assume il nome US Orleans 45 con Jean-Baptiste Bordas alla guida della prima squadra. Dopo tre anni torna Jacky Lemée, che vince il campionato di Division d'Honneur 1994-1995 ed ottiene la promozione in Division 3. Nel 1997 Joel Guezet diventa allenatore della prima squadra e il Championnat National è rinomato Championnat de France amateur 2 (CFA 2), ma la OSU dopo una stagione retrocede in Division d'Honneur. Finito due volte secondo (2000 e 2001), riesce a vincere il titolo durante la stagione 2001-2002 sotto la direzione di Joel Germain, che ha vinto anche la Coupe du Centre, ottenendo così il primo double dilettantistico della storia dell'USO.

#### Gli anni dilettantistici e il nuovo stadio
Nel 2004, l'USO arriva 2º nella CFA 2 accedendo così al Championnat de France amateur (CFA) e rivince la Coupe du Centre. Nella sua prima stagione (2004-2005) al quarto livello del calcio francese, l'Orléans viene guidata da Bruno Steck, arrivando 3ª. La stagione successiva, la seconda squadra vincitrice della Division d'Honneur, viene promossa e permette all'US Orléans di avere due squadre a livello nazionale. Dopo una stagione però la squadra riserve viene relegata in B, poiché è il suo primo anno in CFA 2. L'USO conquista buoni piazzamenti con un 6º posto (gli anni successivi si conferma nella parte alta della classifica) e l'arrivo ai sedicesimi di finale della Coupe de France nel 2006-2007.
Nell'estate del 2009, Yann Lachuer, che l'anno prima era giocatore, diventa l'allenatore del club. Vince il campionato CFA 2009-2010, in cui i giallo-rossi terminano primi nel gruppo D con 103 punti e solamente 3 sconfitte in 34 partite. L'USO accede alla terza divisione francese nella cui prima stagione giunge 9º. Allo stesso tempo, lo Stade de la Source viene modernizzato gradualmente con nuova illuminazione, nuovi spogliatoi e una nuova galleria di 2 087 posti a sedere che sostituiscono la tribuna popolare del 1980.

### US Orléans Loiret (2011-)
Il club ha cambiato il suo nome e lo stadio nel luglio del 2011, è diventato l'US Orléans Loiret Football ed è alimentato da due strutture giuridicamente complementari: il nuovo SASP e l'associazione legge 1901.
Nel 2011-2012, l'US Orléans ha fatto una buona corsa nella Coupe de France arrivando fino agli ottavi di finale. Nel 32º turno, l'Orléans vinse contro il Clermont Foot (0-0, 5-3 dcr), squadra militante in Ligue 2. Nonostante il buon rendimemto in coppa, il club arrivó al 7º posto nel Championnat National dello stesso anno. Yann Lachuer viene sostituito da Olivier Frapolli, che porta il club, la stagione seguente, all'8º posto in campionato. Tempo un anno ed il club conclude il Championnat National 2013-2014 al primo posto, guadagnandosi la promozione diretta in Ligue 2 per la stagione 2014-2015. Nonostante i 40 punti guadagnati, la compagine francese si classifica al 18º posto, retrocedendo, dopo solo una stagione di Ligue 2, in terza divisione. Nel Championnat National 2015-2016 l'Orleans raggiunge il secondo posto, accedendo nuovamente, nel giro di due anni, alla Ligue 2, ma la nuova annata nella seconda divisione si rivela molto complicata, venendo conclusa al 18º posto con 38 punti. La retrocessione in terza divisione , però, viene evitata grazie al doppio spareggio contro il Paris FC (terza classificata del Championnat National 2016-2017) vinti dall’Orleans per 1-0 in entrambi i match. L’anno seguente la stagione viene conclusa con un tranquillo 12º posto.

## Colori e simboli

### Colori
Dalla sua fondazione l'Orleans a sempre utilizzato il giallo e il rosso come colore della maglia, con rare eccezioni. Le maglie da trasferta hanno per lo più colorazioni che variano tra il bianco e il grigio.
Dal 1902 al 1979 i colori dell'US Orléans, nota in quel tempo con il nome di Arago sport orléanais, erano il bianco ed il rosso.
Evoluzione delle divise
| anni 1980 | anni 1990 | anni 2000 |

### Simboli ufficiali

#### Stemma
Il simbolo dell'Orléans è la vespa. La scelta di utilizzare questo insetto come simbolo della squadra deriva da molte leggende che riguardano la cittadina francese.

## Strutture

### Stadio
L'US Orléans gioca le partite casalinghe allo stade de la Source. La sua capacità è attualmente di 7 553 posti. Negli anni settanta e ottanta è arrivato a contenere un massimo di 12 000 spettatori, per la partita di Coupe de France contro il Paris Saint-Germain.

## Società

### Organigramma societario
Dal sito attuale della società:
- Presidente: Claudie Fousse.
- Vicepresidente: Bemard Ranoul.
- Presidente della "SASP": Phillippe Boutron.
- Consiglio di Amministrazione: Artur Barbosa, Gilles Balland, Phillippe Boutron, Nicolas Chiloff, Claudie Fousse, Gérard Gallier e Jean-Bernard Legroux.
- Direttore Generale: David Ventura.
- Direttore Commerciale: Joel Pally.
- Segretario di Presidenza: François Guerrier.
- Direttore Sportivo: Julien Cordonnier.
- Direttore Settore Giovanile: Anas Amalal
- Responsabile Organizzativo Settore Giovanile: Phillippe Minon.
- Responsabile Ufficio Legale: François Guerrier.
- Direttore Area Medica: Ghislain Martin.
- Direttore Amministrazione: Alexandre Villette e Ludovic Chevalier.
- Responsabile Comunicazione Istituzionale: Alexandre Villette.
- Responsabile Comunicazione Sportiva: Alexandre Villette.

## Allenatori e presidenti

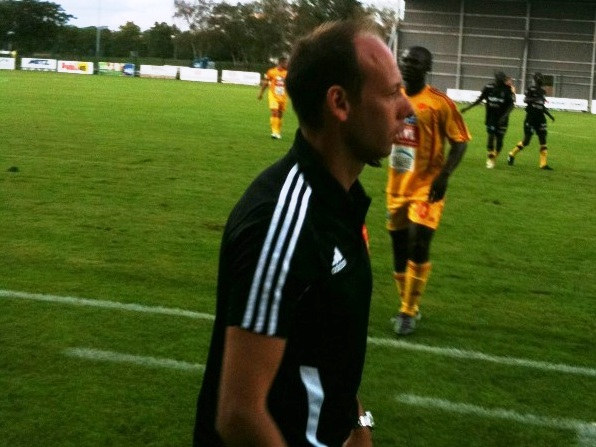
Yann Lachuer, allenatore della squadra dal 2009 al 2012.

| Allenatori - 1976-1977 Jean-Baptiste Bordas - 1977-1988 Jacky Lemée - 1988-1989 Karoly Kremer - 1989-1991 Jean-Pierre Destrumelle - 1991-1992 Henri Atamaniuk - 1992-1994 Jean-Baptiste Bordas - 1994-1997 Jacky Lemée - 1997-2000 Joël Guezet - 2000-2004 Joël Germain - 2004-2006 Bruno Steck - 2006-2007 Pascal Moulin - 2007-2009 Stéphane Grégoire - 2009-2012 Yann Lachuer - 2012-2016 Olivier Frapolli - 2016-2017 Olivier Frapolli Didier Ollé-Nicolle - 2017-2019 Didier Ollé-Nicolle - 2019-2020 Didier Ollé-Nicolle Gilbert Zoonekynd - 2020- Claude Robin | Presidenti - 1976-1982 Jean-Pierre Belleteste - 1983-1992 Claude Fousse - 1992-2000 ... - 2000-2008 Jean-Louis Turpin - 2008-2009 Gérald Gallier - 2009- Philippe Boutrondepuis |

## Calciatori

### Hall of Fame
- Patrick Viot (1976-1991)
- Jacky Lemée (1977-1986)
- Loïc Berthouloux (1975-1983)
- Alain Noël (1983-1998 e 1993-1996)
- Bruno Germain (1977-1982)
- André Bodji (1979-1983)

## Palmarès

### Competizioni nazionali
- Championnat National: 1

2013-2014
- Championnat de France amateur: 1

2009-2010
- Division 3: 1

1977-1978
- Division d'Honneur Centre: 5

1983-1984, 1994-1995, 2001-2002, 2005-2006

## Statistiche e record

### Partecipazione ai campionati
| Livello | Categoria                     | Partecipazioni | Debutto   | Ultima stagione | Totale |
| ------- | ----------------------------- | -------------- | --------- | --------------- | ------ |
| 2º      | Division 2                    | 14             | 1978-1979 | 1991-1992       | 19     |
| 2º      | Ligue 2                       | 5              | 2014-2015 | 2019-2020       | 19     |
| 3º      | Championnat National          | 10             | 2010-2011 | 2024-2025       | 16     |
| 3º      | Championnat de France amateur | 6              | 2004-2005 | 2009-2010       | 16     |
| 4º      | Division d'Honneur            | 7              | 1992-1993 | 2001-2002       | 7      |

### Statistiche individuali
| Record di presenze - 241 Thomas Renault (2002-) - 240 Patrick Viot (1970-1991) - 235 Jacky Lemée (1977-1986) - 228 Olivier Trassard (1980-1989) - 219 Julien Delonglée (2004-2006 e 2009-2016) | Record di reti - 44 Kévin Lefaix (2009-2012) - 33 Robby Langers (1988-1989) - 31 Milan Ćalasan (1985-1987) - 30 Ladislas Douniama (2006-2009) - 25 Marc Berdoll (1982-1985) |

## Tifoseria
Dal 2004, il Drouguis Orleans, precedentemente chiamato "Ultras Genabum", sono presenti ad ogni partita in casa e, spesso, in trasferta. Situato nel centro del popolare Tribune (Tribuna Marc Vagner), il principale gruppo di sostenitori dell'Orléans ha riunito una cinquantina di membri durante le scorse stagioni, ma che spera di attirare più persone nei suoi ranghi, ed ogni persona interessata è chiaramente benvenuto nel Drouguis.

## Organico

### Rosa 2023-2024
Rosa aggiornata al 22 febbraio 2024
| N. |                      | Ruolo | Calciatore         |
| -- | -------------------- | ----- | ------------------ |
| 1  | Francia (bandiera)   | P     | Vincent Viot       |
| 3  | Guadalupa (bandiera) | D     | Steve Solvet       |
| 4  | Guadalupa (bandiera) | D     | Jean-Pierre Morgan |
| 5  | Francia (bandiera)   | D     | Modibo Camara      |
| 6  | Francia (bandiera)   | C     | Adama Niakaté      |
| 7  | Francia (bandiera)   | C     | Yahya Soumaré      |
| 8  | Francia (bandiera)   | C     | Vincent Marcel     |
| 9  | Francia (bandiera)   | A     | Johanne Akassou    |
| 10 | Francia (bandiera)   | A     | Adrian Dabasse     |
| 12 | Francia (bandiera)   | D     | Adrien Pagerie     |
| 13 | Martinica (bandiera) | A     | Kévin Fortuné      |

| N. |                           | Ruolo | Calciatore                   |
| -- | ------------------------- | ----- | ---------------------------- |
| 14 | Guadalupa (bandiera)      | A     | Nicolas Saint-Ruf (capitano) |
| 15 | Francia (bandiera)        | C     | Loïc Goujon                  |
| 16 | Rep. del Congo (bandiera) | P     | Owen Matimbou                |
| 17 | Gabon (bandiera)          | A     | Philippe Etoughe             |
| 19 | Francia (bandiera)        | C     | Grégory Berthier             |
| 20 | Francia (bandiera)        | C     | Ryan Ponti                   |
| 21 | Francia (bandiera)        | D     | Virgil Thérésin              |
| 22 | Francia (bandiera)        | D     | Jimmy Halby Touré            |
| 25 | Francia (bandiera)        | C     | Lucas Bretelle               |
| 28 | Benin (bandiera)          | D     | Brandon Agounon              |
|    | Rep. del Congo (bandiera) | C     | Youssuf Mulumbu              |

#### Staff tecnico
- Allenatore: Karim Mokeddem.
- Viceallenatore: Benoît Darcy.
- Preparatore dei portieri: Bertrand Baillou.
- Preparatore atletico: Cédric Louis.
- Allenatore seconda squadra: Mickaël Ferreira.
- Collaboratore tecnico: Anas Amalal.
- Medico: Ghislain Martin.
- Terapisti della riabilitazione: Thomas Morice e Dusan Perovic.